# داویت مانوکیان (دولتمرد)
داویت آندرانیکی مانوکیان (ارمنی: Դավիթ Անդրանիկի Մանուկյան؛ زادهٔ ۲۹ فوریهٔ ۱۹۸۴) یک دانشمند علوم سیاسی و سیاستمدار اهل ارمنستان است که از تاریخ ۲۰۱۷ تا تاریخ ۲۰۲۱ سمت نمایندگی دوره‌های ششم و هفتم مجلس ملی جمهوری ارمنستان را برعهده داشت.

## زندگی‌نامه
در 	۲۹ فوریهٔ ۱۹۸۴ در سن پترزبورگ به دنیا آمد و از دانشگاه دولتی ایروان فارغ‌التحصیل شد. 